# Maria Luisa Berti
Maria Luisa Berti (n. San Marino, 6 de octubre de 1971) es una política, abogada y notaria sanmarinense que se desempeñó en dos ocasiones como Capitana Regente de la Serenísima República de San Marino.

## Biografía
Nacida Ciudad-Capital de San Marino, el día 6 de octubre de 1971.
En su familia tienen tradición política, ya que su padre Gian Luigi Berti y su hermano Gian Nicola Berti han ocupado el cargo de la jefatura de estado: "Capitán Regente de San Marino".
Tras superar sus estudios de primaria y graduarse en secundaria en su ciudad natal, seguidamente se trasladó a Italia donde se licenció en Derecho por la Universidad de Urbino ("Università degli Studi di Urbino "Carlo Bo", UNIURB").
En 1999 al finalizar su formación universitaria, comenzó trabajando como abogada y notaria.
Al mismo tiempo durante estos años atrás, ha estado activa en el mundo de la política.
Empezó su actividad en 1989, uniéndose al Partido Democrático Cristiano Sammarinese (PDC), del cual desde un principio fue miembro del movimiento juvenil y editora del periódico del partido "Azione".
En las Elecciones Parlamentarias de 2001 en las listas del "PDC", fue escogida como miembro del parlamento nacional "Consejo Grande y General de San Marino", donde estuvo durante un total de cinco años.
En 2006 abandonó el Partido Democrático Cristiano y se unió al partido recién fundado Nuestro San Marino (Noi Sammarinesi, NS), con el que se presentó en las elecciones de ese año pero no logró ningún escaño.
Posteriormente en las siguientes elecciones de 2008, ya logró ser reelegida como miembro del parlamento y cabe destacar que compartió grupo parlamentario junto a su hermano Gian Nicola Berti.
Durante esta legislatura se convirtió en componente del Comité de Asuntos Exteriores.
Seguidamente en sucesión de Giovanni Francesco Ugolini y Andrea Zafferani, junto al político Filippo Tamagnini fue elegida el día 1 de abril de 2011 como nueva Capitán Regente de San Marino (jefe de Estado).
Este cargo lo mantuvieron hasta el 1 de octubre de ese año, al finalizar el establecido periodo de gobierno de medio año, siendo sucedidos por los nuevos Capitanes Regentes Matteo Fiorini y Gabriele Gatti.
En octubre de 2022 asumió nuevamente el cargo, esta vez junto a Manuel Ciavatta.